# لياندرو ماشادو
لياندرو ماشادو (Leandro Altair Machado) (مواليد 15 يوليو 1963) هو مدرب كرة قدم.

## وصلات خارجية
- J.League Data Site (باليابانية)